# Doble ciego
El método doble ciego es un tipo de ensayo clínico enmascarado o cerrado, en el que los sujetos de experimentación y los investigadores desconocen los individuos asignados a cada grupo experimental. Generalmente, los grupos experimentales se dividen en un grupo control y en uno o varios grupos de tratamiento. El grupo control suele recibir un placebo o un tratamiento/intervención estándar, mientras que los grupos de tratamiento reciben los tratamientos o intervenciones alternativas a estudiar.

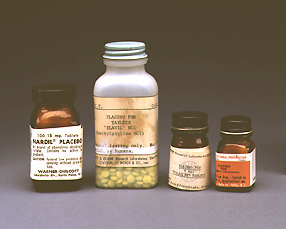
Píldoras de placebo.

El objetivo del doble ciego es evitar o, al menos, reducir los posibles sesgos, subjetividad y prejuicios en los resultados del estudio que se puedan derivar del conocimiento de la asignación de grupos por parte de los sujetos de experimentación (efecto placebo o autosugestión)  o por parte de los investigadores (sesgo de confirmación, sesgo cognitivo, diferencias en el trato, etc.).
Los ensayos de doble ciego se aplican a numerosos campos de investigación, teniendo especial relevancia en estudios sobre los efectos de un determinado tratamiento en la salud o psicología humana. La aplicación del método doble ciego en ensayos clínicos se considera esencial para la fiabilidad de los resultados.

## Aleatoriedad en doble ciego
Los ensayos que se basan en la aleatoriedad para la asignación de cada sujeto al grupo de experimentación o al grupo de control (independientemente de que aplique el método doble ciego) se denominan pruebas controladas aleatorizadas (también RCT, de sus siglas en inglés). En el caso de usar el método doble ciego, tras la asignación aleatoria, la clave que identifica a los sujetos y al grupo al que pertenecen es guardada por terceros y no se entrega a los investigadores hasta que no se han registrado todos los datos del estudio.

## Desenmascaramiento
El proceso de revelar los grupos asignación a los investigadores y, en ocasiones, a los sujetos de estudio al final de un ensayo se denomina “desenmascaramiento”. Durante el ensayo, se pretende evitar cualquier tipo de indicio o "pista" que permita a los sujetos de experimentación o a los investigadores desenmascarar, total o parcialmente, los grupos de asignación antes de la conclusión del ensayo. Esto último se denomina desenmascaramiento no intencionado.
En algunos casos puede ser prácticamente inevitable que se produzca desenmascaramiento no intencionado, por ejemplo, cuando un tratamiento experimental es notoriamente efectivo o cuando el tratamiento tiene efectos secundarios inusuales. También resulta difícil utilizar el método doble ciego para estudiar intervenciones quirúrgicas, ya que realizar una incisión para simular una cirugía falsa puede contravenir la deontología profesional.
A pesar de las posibles dificultades, reducir al mínimo el desenmascaramiento resulta esencial para la significación estadística de los datos obtenidos en el estudio. Se ha estimado que el desenmascaramiento, aunque sea en poca proporción, puede resultar en una sobreestimación del efecto experimental o en incremento de falsos positivos.
El CONSORT recomienda que todos los estudios de doble ciego incorporen como buena práctica una evaluación y una declaración de los posibles desenmascaramientos que se hayan podido surgir durante su desarrollo.

## Otros tipos de ensayos enmascarados

### Simple ciego
En un experimento con método simple ciego, solo uno de ambos, o bien los sujetos de experimentación (generalmente), o bien los investigadores, desconocen los grupos de asignación. Este método se suele usar cuando los investigadores necesitan, por cualquier motivo, conocer los grupos reales de asignación durante el desarrollo del estudio o cuando se considera que el conocimiento de los grupos de asignación no introduce sesgo en los resultados.
Este tipo de aproximaciones son ampliamente usadas. Por ejemplo, en pruebas de degustación, se suele aplicar el método de simple ciego para evitar los sesgos y prejuicios que los participantes puedan poseer sobre las marcas. De esta manera, a los participantes se les ocultan los identificadores de las marcas y, por tanto, desconocen cuál es el producto que están probando.
Cabe destacar que, en este tipo de ensayos, se debe tener en cuenta el posible riesgo de que los sujetos se vean influenciados por la interacción con los investigadores y, por tanto, plantear la posible conveniencia de utilizar el doble ciego en lugar del simple. Por ejemplo, la actitud de un oficial de policía puede, generalmente de forma inconsciente, influenciar la decisión del testigo a la hora de identificar al presunto criminal entre varios sospechosos.

### Triple ciego
Se denomina ensayo triple ciego a aquel en el que, además de cumplir con los requisitos de doble ciego, los analistas que estudiarán los resultados obtenidos tampoco conocen qué sujetos de experimentación pertenecen a cada grupo. Se considera que el triple ciego aplicado a un ensayo controlado aleatorizado es el método más fiable para ensayos clínicos porque, si se implementa adecuadamente, puede eliminar todos los posibles sesgos de interpretación de los resultados y de la estimación del efecto del tratamiento experimental.